# Thomazeau
Thomazeau (en criollo haitiano Tomazo) es una comuna de Haití que está situada en el distrito de La Croix-des-Bouquets, del departamento de Oeste.

## Historia
Fundado el 10 de septiembre de 1826, pasó a ser comuna el 14 de septiembre de 1889.

## Secciones
Está formado por las secciones de:
- Grande Plaine (que abarca la villa de Thomazeau)
- Grande Plaine
- Trou d'Eau
- Des Crochus

## Demografía
| Gráfica de evolución demográfica de Thomazeau entre 2009 y 2015 |
|                                                                 |

Los datos demográficos contemplados en este gráfico de la comuna de Thomazeau son estimaciones que se han cogido de 2009 a 2015 de la página del Instituto Haitiano de Estadística e Informática (IHSI). 